# Pico Gusla

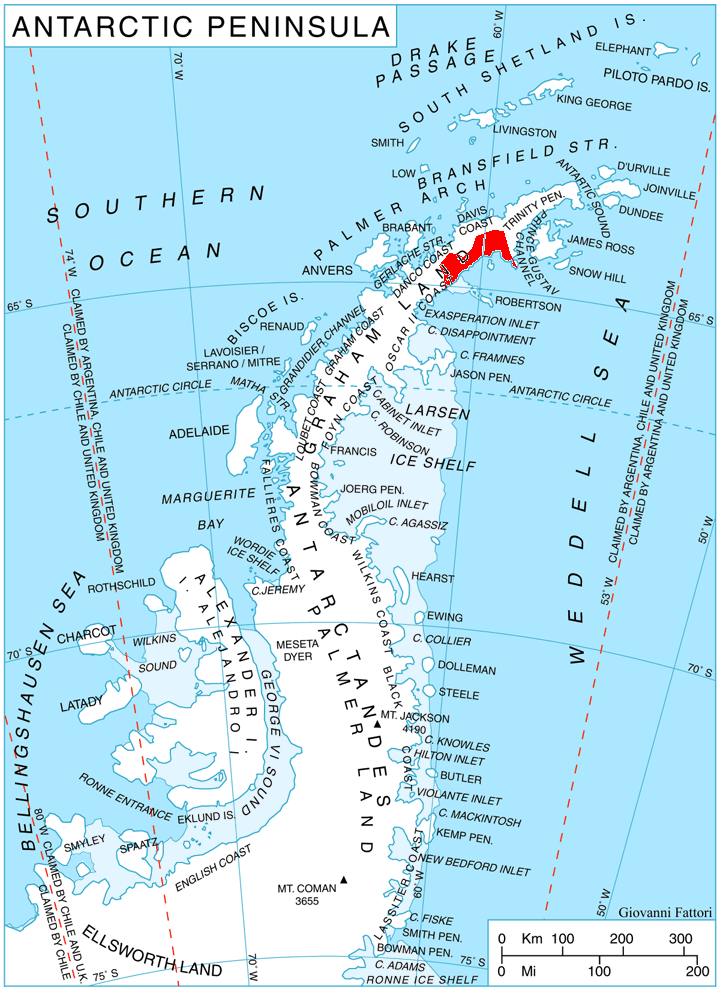
Localização da Costa de Nordenskjöld

O Pico Gusla (em búlgaro:  връх Гусла, 'Vrah Gusla' \'vr&h 'gu-sla\) é um pico de 1200 m no sopé sudeste do Planalto Detroit, na Costa de Nordenskjöld, Terra de Graham, na Antártida, na extremidade nor-noroeste de uma estreita crista rochosa com 3,9 km de comprimento que abre vista para a Geleira Desudava ao norte e leste, a Baía Mundraga para o sudeste, e a Geleira Boryana para o sul.
O pico recebeu esse nome devido ao assentamento de Gusla, no nordeste da Bulgária.

## Localização
O pico se encontra em 64° 25' 56" S 60° 14' 25" O, a 4,88 km a sul-sudoeste do Pico Kavlak, 8,02 km a oés-sudoeste do Monte Elliott, 9,77 km a nordeste do Pico Batkun, e 24,63 km a leste-sudeste do Pico Baldwin, na Costa de Danco, de acordo com mapeamento britânico realizado em 1978.

## Mapas
- British Antarctic Territory. Escala 1:200000, topográfico. Série DOS 610, Folha W 64 60. Directorate of Overseas Surveys, Tolworth, Reino Unido, 1978.
- Antarctic Digital Database (ADD). Escala 1:250000, topográfico. Scientific Committee on Antarctic Research (SCAR), 1993–2016.